# Carajo
Carajo sono stati un gruppo musicale nu metal argentino formatosi a Buenos Aires e attivo dal 2000 al 2020.

## Storia del gruppo

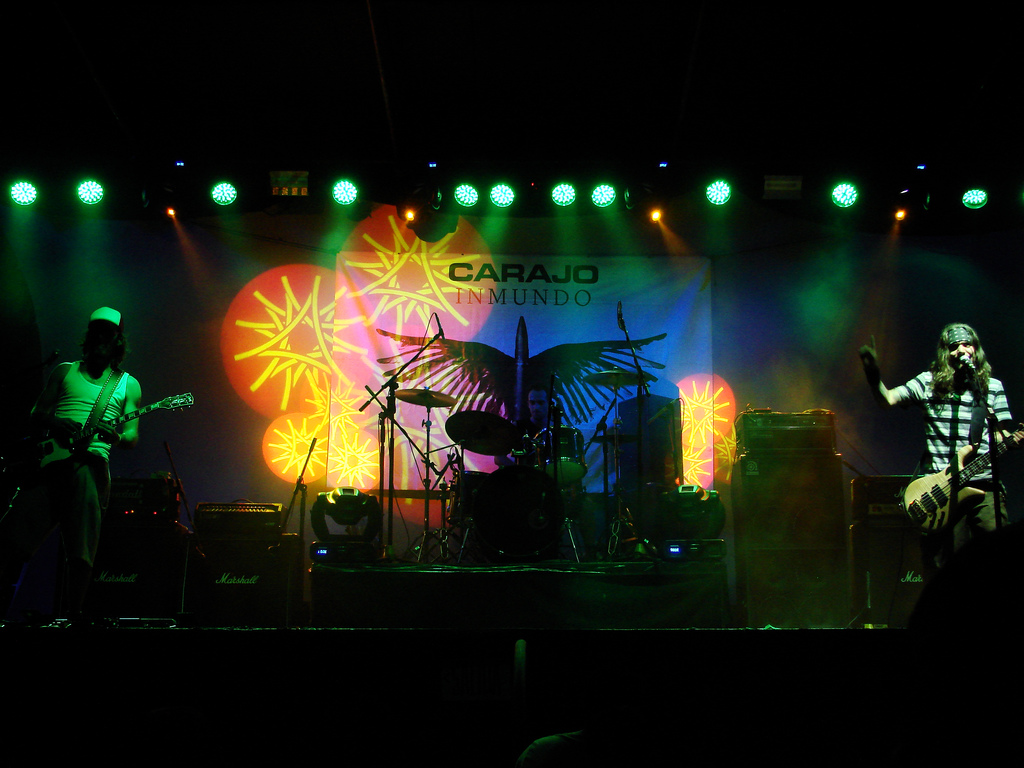
La band in concerto a Monterrey

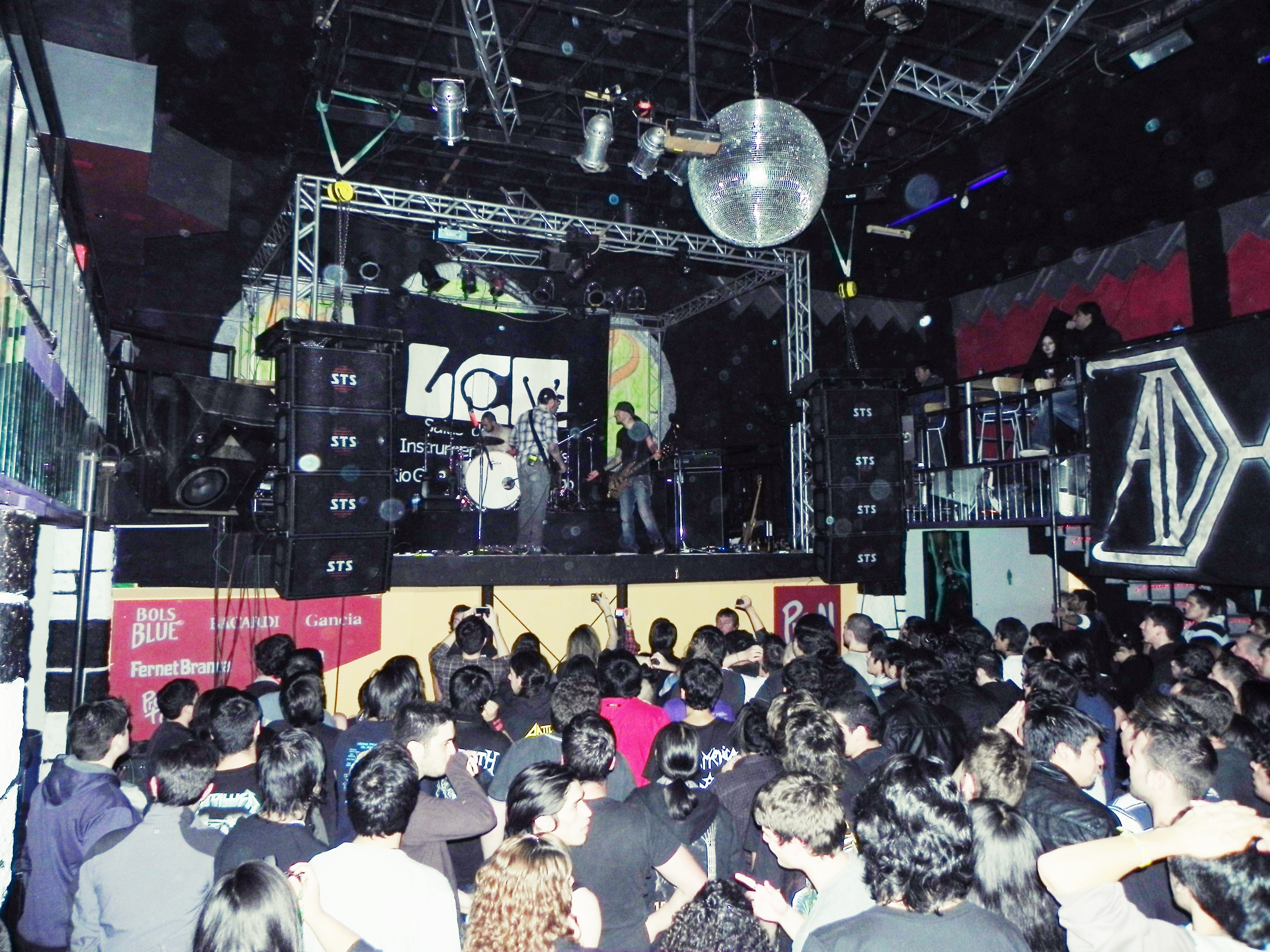
La band in concerto a Rio grande

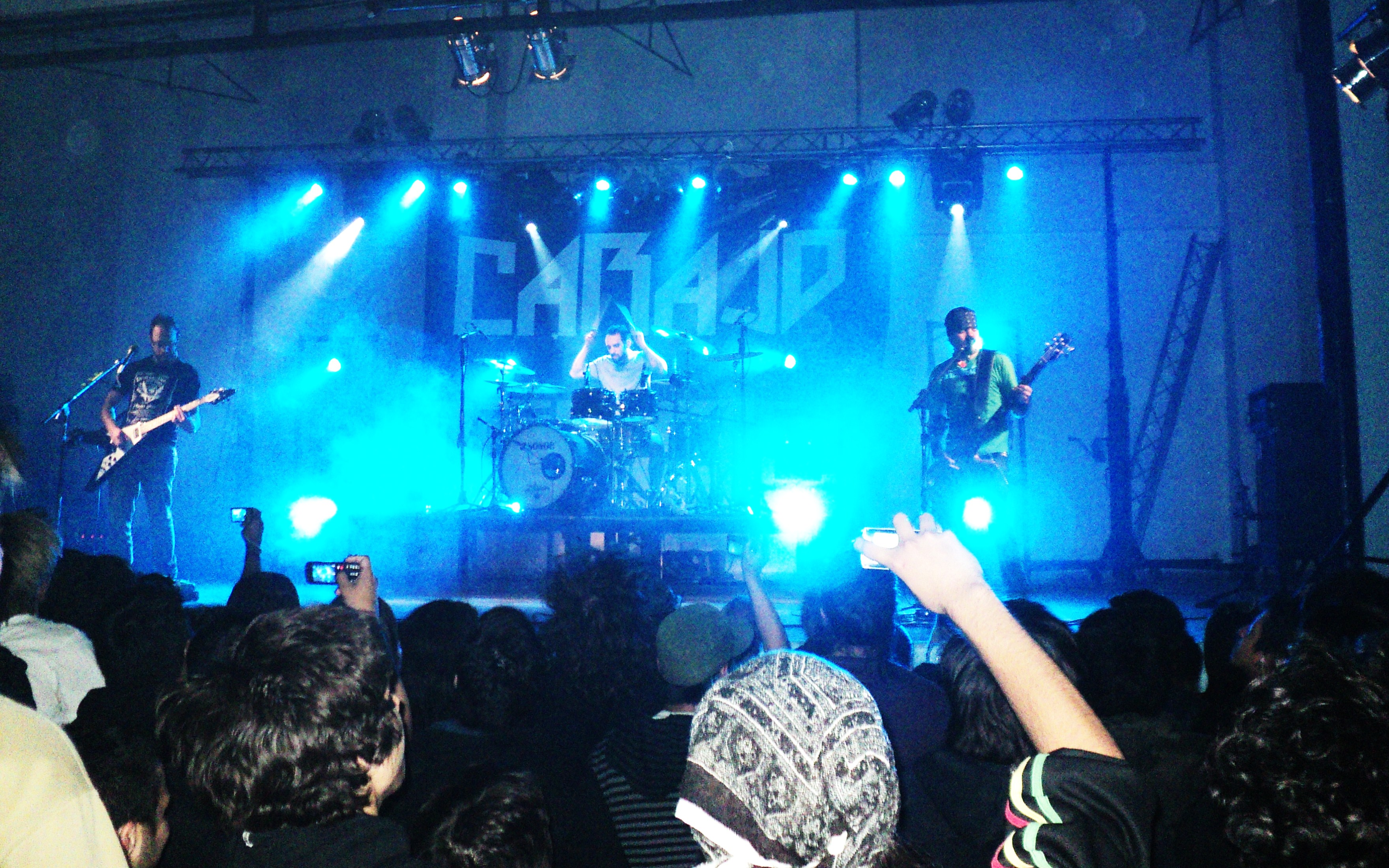
La band in concerto

I Carajo si sono formati nel 2000 con Corvata al basso e voce, Andy alla batteria e Tery alla chitarra. I primi due in precedenza avevano fatto parte della band A.N.I.M.A.L..
Il loro primo album omonimo, Carajo, è stato pubblicato nel 2002. A novembre suonarono al festival colombiano Rock al parque.
Nel 2003 hanno suonato al Cosquin Rock, uno dei festival estivi più importanti dell'Argentina, e hanno pubblicato l'EP Carajografia, ricevendo una candidatura come "Miglior artista esordiente" agli MTV Video Music Awards Latin America.
Nel 2004 è uscito il loro secondo album in studio, Atrapasueños. L'anno seguente la band ha pubblicato l'album live Electrorroto Acustizado 2.1. Nel 2006 i Carajo si sono esibiti a Cuba. Il terzo album in studio della band, Inmundo, è stato pubblicato nel 2007. Nello stesso anno esce il DVD Formando Asi Cada Parte Del Todo, contenente filmati del loro spettacolo all'Arena Obras Sanitarias nel novembre 2005 e del loro viaggio a Cuba.
Il quarto album in studio intitolato El mar de las almas è stato pubblicato il 23 settembre. Il quinto disco chiamato Frente A Frente, è stato pubblicato il 25 settembre 2013. Nel 2020 si sono separati e sciolti definitivamente.

### Membri del gruppo
- Marcelo "Corvata" Corvalán - voce
- Hernán "Tery" Langer - chitarra
- Andrés "Andy" Vilanova - batteria

## Discografia parziale

### Album
- 2002 - Carajo (Universal Music Argentina)
- 2004 - Atrapasueños (Universal Music Argentina)
- 2007 - Inmundo (Universal Musica Argentina)
- 2010 - El mar de las almas (Universal Music Argentina)
- 2013 - Frente a Frente (DIY/DBN)

### Album dal vivo
- 2005 - Electrorroto acustizado 2.1 (Universal Music Argentina)

### EP
- 2003 - Carajografía (Universal Argentina)

### DVD
- 2005 - Electrorroto Acustizado (Universal Music Argentina)
- 2007 - Formando así cada parte del todo (Universal Music Argentina)
- 2009 - Carajo Vivo Obras 9-12-05 (Universal Music Argentina)
- 2011 - 10 anos Luna Park (Universal Music Argentina)

## Riconoscimenti
- MTV Video Music Awards Latin America
  - 2003 - candidatura come miglior band esordiente